# 텔레비전 애니메이션
TV 애니메이션(영어: TV animation, 일본어: テレビアニメ)은 TV 방송용으로 제작되는 애니메이션 작품(TV 프로그램)을 가리킨다. 텔레비젼 애니메이션의 줄임말이다.

## 같이 보기
- 애니메이션